# Бернардо Еспіноса
Бернардо Еспіноса (ісп. Bernardo José Espinosa Zúñiga; нар. 11 липня 1989, Калі, Колумбія) — колумбійський футболіст, захисник іспанського клубу «Жирона».